# Platánia Oropoú
Platánia Oropoú (Platania Oropou) är en ort i Grekland.   Den ligger i prefekturen Nomarchía Anatolikís Attikís och regionen Attika, i den östra delen av landet, 40 km norr om huvudstaden Aten. Platánia Oropoú ligger 31 meter över havet och antalet invånare är 138.
Terrängen runt Platánia Oropoú är platt åt nordväst, men åt sydost är den kuperad. Havet är nära Platánia Oropoú norrut.Runt Platánia Oropoú är det ganska tätbefolkat, med 93 invånare per kvadratkilometer. Närmaste större samhälle är Vasilikón, 13,5 km nordväst om Platánia Oropoú. 